# ديمي هارمان
ديمي ريني هارمان (بالإنجليزية: Demi Harman)‏ (ولدت في 11 مارس 1993) ممثلة ومقدمة برامج تلفزيونية أسترالية.

## روابط خارجية
- ديمي هارمان على موقع IMDb (الإنجليزية)
- ديمي هارمان على موقع قاعدة بيانات الفيلم (الإنجليزية)